# أمير أسقفية أوسنابروك
أمير أسقفية أوسنابروك  ( (بالألمانية: Hochstift Osnabrück; Fürtsbistum Osnabrück, Bistum Osnabrück)   ) كانت الإمارة الكنسية للإمبراطورية الرومانية المقدسة من 1225 حتى 1803. لا ينبغي الخلط بينه وبين أبرشية أوسنابروك ( (بالألمانية: Bistum Osnabrück) ، والتي كانت أكبر والتي مارس فيها المطران فقط السلطة الروحية للأسقف العادي. سميت على اسم عاصمتها أوسنابروك. 
أبرشية أوسنابروك التي لا تزال قائمة، التي شُيدت عام 772، هي الأقدم التي أسسها شارلمان، من أجل إضفاء الطابع المسيحي على دوقية ساكسونيا التي تم فتحها. نمت الممتلكات الزمنية الأسقفية والاستبدادية للرؤية، والتي كانت محدودة أصلاً، في الوقت المناسب، ومارس أساقفتها ولاية قضائية مدنية واسعة النطاق داخل الأراضي التي تغطيها حقوقهم في الحصانة الإمبراطورية. واصل الأمير-بيشوبريك في النمو في الحجم، مما جعل مكانته خلال الإصلاح قضية مثيرة للجدل للغاية.  
تم حل الأسقفية في الوساطة الألمانية عام 1803، عندما تم دمجها في دائرة الناخبين المجاورة في هانوفر. كانت الأديرة والمؤسسات الخيرية الكاثوليكية علمانية. انتقلت أراضي الكرسي إلى بروسيا في عام 1806، إلى مملكة ويستفاليا في عام 1807، إلى نابليون الفرنسية في عام 1810، وعادت إلى هانوفر في عام 1814. 

## قائمة أساقفة أوسنابروك
الأمير أساقفة أوسنابروك ما يلي: 
- 1224-1226: إنغلبرت الأول فون إيسنبرغ
- 1206-1227: أوتو الأول
- 1227-1239: كونراد الأول فون فيلبير
- 1239-1250: إنغلبرت الأول فون إيسنبرغ
- 1251-1258: برونو فون إيسنبرغ
- 1259-1264: بالدوين فون روسيل
- 1265-1269: Widukind von Waldeck
- 1270-1297: كونراد فون ريتبيرج
- 1297–1308: لودفيج فون رافنسبرغ
- 1309-1320: إنغلبرت الثاني فون ويي
- 1321–1349: غوتفريد فون أرنسبرج
- 1350-1366: يوهان الثاني هويت
- 1366–1376: ميلشيور فون براونشفايغ جروبنهاغن
- 1376-1402: ديتريش هورن
- 1402–1410: هنري الأول من شاونبورغ هولشتاين
- 1410-1424: أوتو فون هويا
- 1424-1437: يوهان الثالث فون ديفولز
- 1437-1442: إريك فون هويا
- 1442–1450: هاينريش فون مويرز
- 1450-1454: ألبرت فون هويا
- 1454–1455: رودولف فون ديفولز
- 1455-1482: كونراد الثالث فون ديفولز
- 1482-1508: كونراد الرابع فون ريتبرغ
- 1508-1532: إريك من برونزويك جروبنهاغن
- 1532-1553: فرانز فون فالديك (اللوثرية بعد 1543)
- 1553-1574: يوهان الثاني فون هويا (كاثوليكي)
- 1574-1585: هنري الثاني من ساكس لوينبورغ (اللوثرية)
- 1585-1591: برنارد فون فالديك (اللوثرية)
- 1591–1623: فيليب سيجيسموند من برونزويك-وولفنبوتل (اللوثرية)
- 1623-1625: إيتيل فريدريك فون هوهينزوليرن-سيجمارينجن (كاثوليكي)
- 1625-1634: فرانز فيلهلم فون وارتنبرغ (كاثوليكي)
- 1634-1648: غوستاف غوستافسون وفا فاسابورغ (اللوثرية)
- 1648-1661: فرانز فيلهلم فون وارتنبرغ (كاثوليكي)
- 1662-1698: إرنست أوغسطس ، انتخاب برونزويك لونبورغ (اللوثرية)
- 1698-1715: تشارلز جوزيف لورين (كاثوليكي)
- 1715-1728: إرنست أوغسطس ، دوق يورك وألباني (اللوثرية)
- 1728-1761: كليمنس أغسطس من بافاريا (كاثوليكي)
- 1764–1802: الأمير فريدريك ، دوق يورك وألباني (اللوثرية) ، آخر الأمير المطران